# لخامو
لخامو هي أول الآلهات المولودة من قبل أبزو و تيامات في الميثولوجيا البابلية مع شقيقها وزوجها لخمو، وهي والدة كل من أنشار و كيشار وألذي ولدوا الآلهة الأولى الرئيسية. كان يتم تصويرها على شكل أفعى وأحياناً على شكل إمراة بوشاح أحمر مع ستة تجدلات شعر على رأسها، يعتقد بأنها تمثل الملح في البحر، لكن مثلت بشكل أدق الأبراج والنجوم الأولى والكوكبات.